# Hidemasa Kobayashi
Hidemasa Kobayashi (小林 秀征 Kobayashi Hidemasa?), född 17 juni 1994 i Fukuoka prefektur, är en japansk fotbollsspelare.
Kobayashi började sin karriär 2013 i Fagiano Okayama. 2017 flyttade han till AC Nagano Parceiro.